# Escut de Santa Eulàlia de Riuprimer
L'escut oficial de Santa Eulàlia de Riuprimer té el següent blasonament: 
Escut caironat de sable, un sautor ple de gules; ressaltant sobre el tot una faixa ondada d'argent. Per timbre una corona mural de poble.

## Història
Va ser aprovat el 26 de març de 1991 i publicat al DOGC el 15 d'abril del mateix any amb el número 1430.
El sautor és la creu de Santa Eulàlia, patrona del poble. La faixa ondada simbolitza el riu Primer, actualment anomenat riera de Santa Eulàlia.